# RocketMail
RocketMail est l'un des premiers services majeurs de courriel web. Le service a été initialement développé par Four11 Corporation. Durant une courte période, RocketMail a fait face à Hotmail pour la première place des services de courriel. Four11, incluant RocketMail, a été racheté par Yahoo! en 1997 pour 92 millions de dollars. Yahoo! adopte le moteur RocketMail. Yahoo! Mail ressemblait au système de RocketMail.
Durant la période de transition, les utilisateurs de RocketMail qui ne pouvaient pas garder le même identifiant sur Yahoo! car il était déjà pris, avaient la possibilité de l'utiliser avec le préfixe "rm". Ainsi, ils pouvaient conserver leurs adresses email rocketmail.com et accéder au même service que les utilisateurs Yahoo!.
Le 19 juin 2008, Yahoo relance la branche RocketMail en permettant aux nouveaux utilisateurs de s'inscrire sous le domaine de rocketmail.com, du jamais vu depuis l'acquisition de Four11 Corporation par Yahoo.